# Варяш (приток Буя)
Варяш (баш. Варяш) — река в Башкирии, протекает в Янаульском районе. Устье реки находится в 67 км по правому берегу реки Буй. Длина реки составляет 13 км.

## Гидрография
Генеральное направление течения — юг. Берёт исток к северу от деревни Варяшбаш.
Протекает через деревни Варяшбаш, Варяш и Новый Артаул.
Впадает в Буй на входе в Кармановское водохранилище, в 2 км к югу от деревни Новый Артаул.

## Данные водного реестра
По данным государственного водного реестра России относится к Камскому бассейновому округу, водохозяйственный участок реки — Буй от истока до Кармановского гидроузла, речной подбассейн реки — бассейны притоков Камы до впадения Белой. Речной бассейн реки — Кама.
Код объекта в государственном водном реестре — 10010101112111100016373.